# Betulia (Santander)
Betulia è un comune della Colombia facente parte del dipartimento di Santander.
L'abitato venne fondato dal sacerdote Pedro Guarín nel 1844.